# Karl von Zinzendorf
Karl Johann Christian von Zinzendorf (ur. 5 stycznia 1739 w Dreźnie,  zm. 5 stycznia 1813 w Wiedniu) – hrabia, austriacki mąż stanu.
Jego ojcem był saski szambelan Friedrich Christian von Zinzendorf und Pottendorf (1697-1756). Karl był jego siódmym synem. Jego matką była druga żona szambelana Christiane Sophie Reinicke von Callenberg.
W 1758 rozpoczął studia na uniwersytecie w Jenie. W 1761 roku przybył na wiedeński dwór. Od 1762 był skarbnikiem (Kämmerer) cesarzowej Marii Teresy.
Od 1747 do 1803 napisał 57 tomów dzienników (Tagebücher), które stanowią znakomite źródło do poznania dziejów Austrii i Europy drugiej połowy XVIII wieku.